# Diyadin (district)
Diyadin is een Turks district in de provincie Ağrı en telt 45.937 inwoners (2007). Het district heeft een oppervlakte van 1290,7 km². Hoofdplaats is Diyadin.
De bevolkingsontwikkeling van het district is weergegeven in onderstaande tabel.
| 1997   | 2000   | 2007   |
| ------ | ------ | ------ |
| 38.959 | 40.768 | 45.937 |